# Kartalkaya, Dargeçit
Kartalkaya là một xã thuộc huyện Dargeçit, tỉnh Mardin, Thổ Nhĩ Kỳ. Dân số thời điểm năm 2010 là 93 người.